# Góra Pawłowska
Góra Pawłowska – wydłużone wzniesienie w Małych Pieninach opadające w północno-zachodnim kierunku. Ma dwa wierzchołki, wyższy z nich (południowy) wznosi się na 840 m n.p.m. Pawłowska Góra oddziela od siebie doliny dwóch potoków: od wschodniej strony jest to Skalski Potok, od zachodniej Kamionka. Jest prawie całkowicie porośnięta lasem, głównie świerkowo-bukowym. Na jej południowo-wschodnich stokach znajdowała się dawniej Dziobakowa Polana, obecnie już prawie całkowicie zarośnięta lasem. Powyżej południowych stoków znajduje się Polana Janeczków, dawne pola uprawne Łemków z Jaworek, obecnie tereny wypasane przez gazdów z Podhala. Zachodnimi podnóżami biegnie droga gruntowa i zielony szlak turystyczny. Przy szlaku tym, u podnóży Pawłowskiej Góry, przy potoku Kamionka, znajduje się niewielka i płaska rówień Za Potok, a na niej w sezonie letnim działa studencka Baza namiotowa pod Wysoką. Północne stoki opadają do Bukowinek – dawniej również były to pola Łemków, obecnie są to rozległe łąki wypasane przez gazdów z Podhala. Znajduje się tutaj bacówka oferująca oscypki i inne wyroby z owczego mleka.
Góra Pawłowska znajduje się w miejscowości Jaworki w województwie małopolskim, w powiecie nowotarskim, w gminie miejsko-wiejskiej Szczawnica. Część wschodnich stoków Pawłowskiej Góry (w dolinie Skalskiego Potoku) wchodzi w skład rezerwatu przyrody Zaskalskie-Bodnarówka. Znajduje się tutaj Dziurawa Skała, która wraz ze znajdującą się po drugiej stronie potoku Czerwoną Skałą tworzy skalną bramę.
W 2016 r. znaleziono tu dzióbkowiec Zetterstedta (Eurhynchium angustirete) – gatunek rzadkiego mchu podlegającego ochronie.

## Przypisy

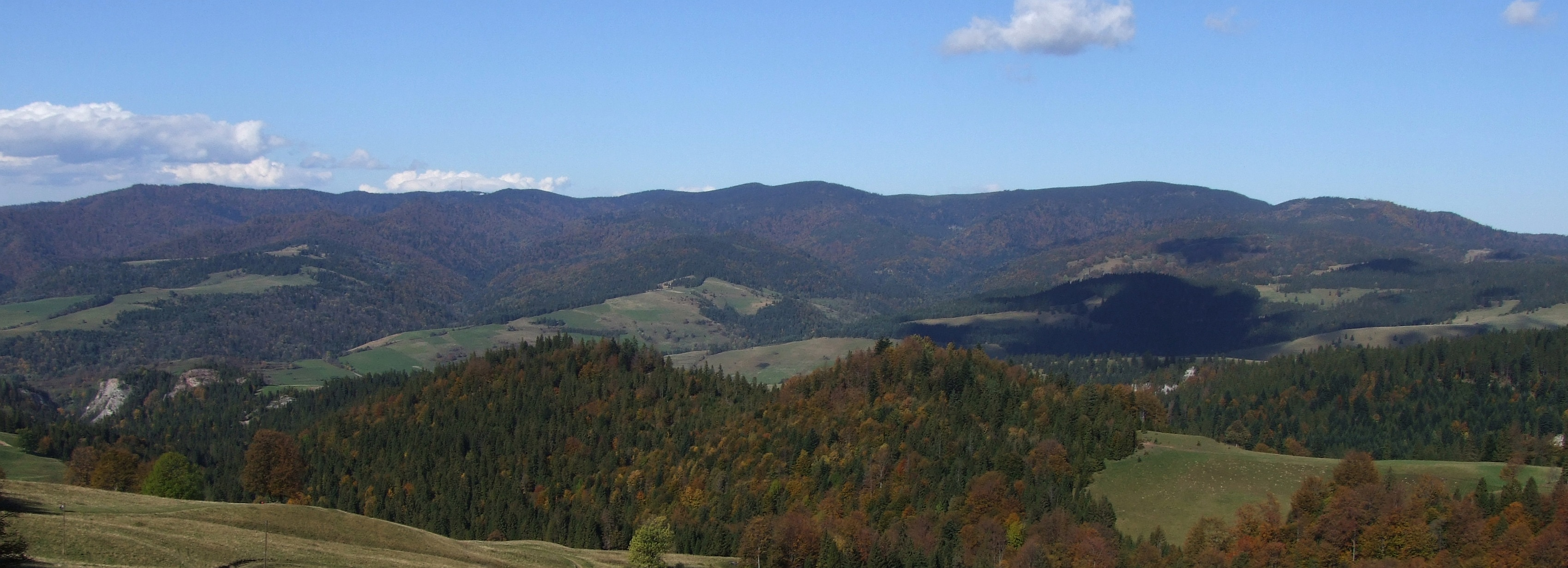
Pawłowska Góra na tle Pasma Radziejowej